# ريتشارد كون
ريتشارد كون (بالإنجليزية: Richard Cohn)‏ هو عالم موسيقى أمريكي، ولد في 1955.